# Максим Малишев
Максим Малишев (укр. Максим Малишев; Доњецк, 24. децембар 1992) украјински је фудбалер који тренутно наступа за Шахтар Доњецк и за украјинску репрезентацију.